# Thymosiopsis conglomerans
Thymosiopsis conglomerans är en svampdjursart som beskrevs av Vacelet,Borchiellini,Perez,Bultel-Poncé,Brouard och H. Guyot 2000. Thymosiopsis conglomerans ingår i släktet Thymosiopsis och familjen Chondrillidae. Inga underarter finns listade i Catalogue of Life.